# Bisbat de Prato
El bisbat de Prato (italià: diocesi di Prato; llatí: Dioecesis Pratensis) és una seu de l'Església catòlica, sufragània de l'arquebisbat de Florència, que pertany a la regió eclesiàstica Toscana. El 2013 tenia 192.600 batejats d'un total 214.600 habitants. Actualment està regida pel bisbe Franco Agostinelli.

## Territori

Mapa de la diòcesi

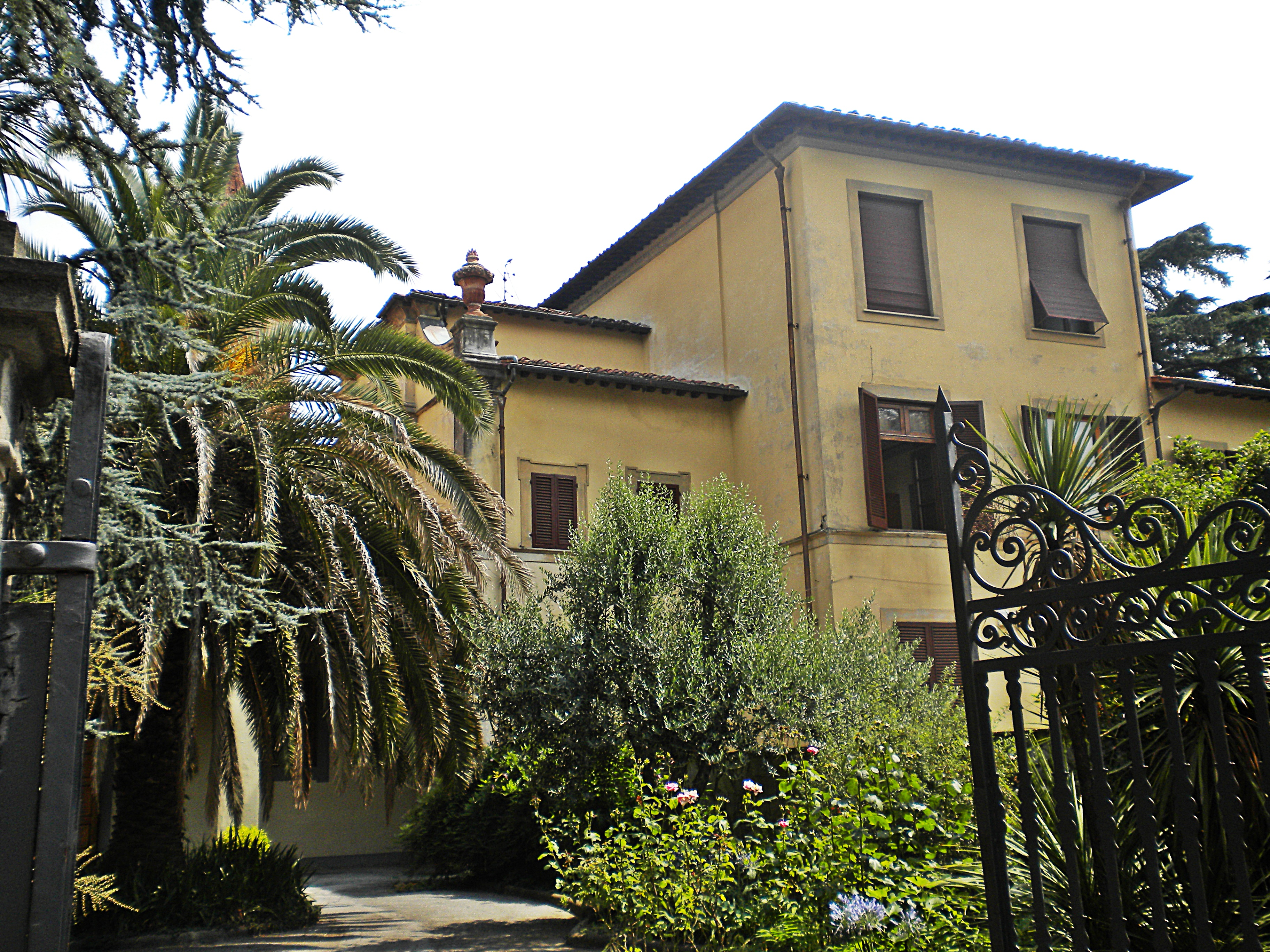
El seminari episcopal.

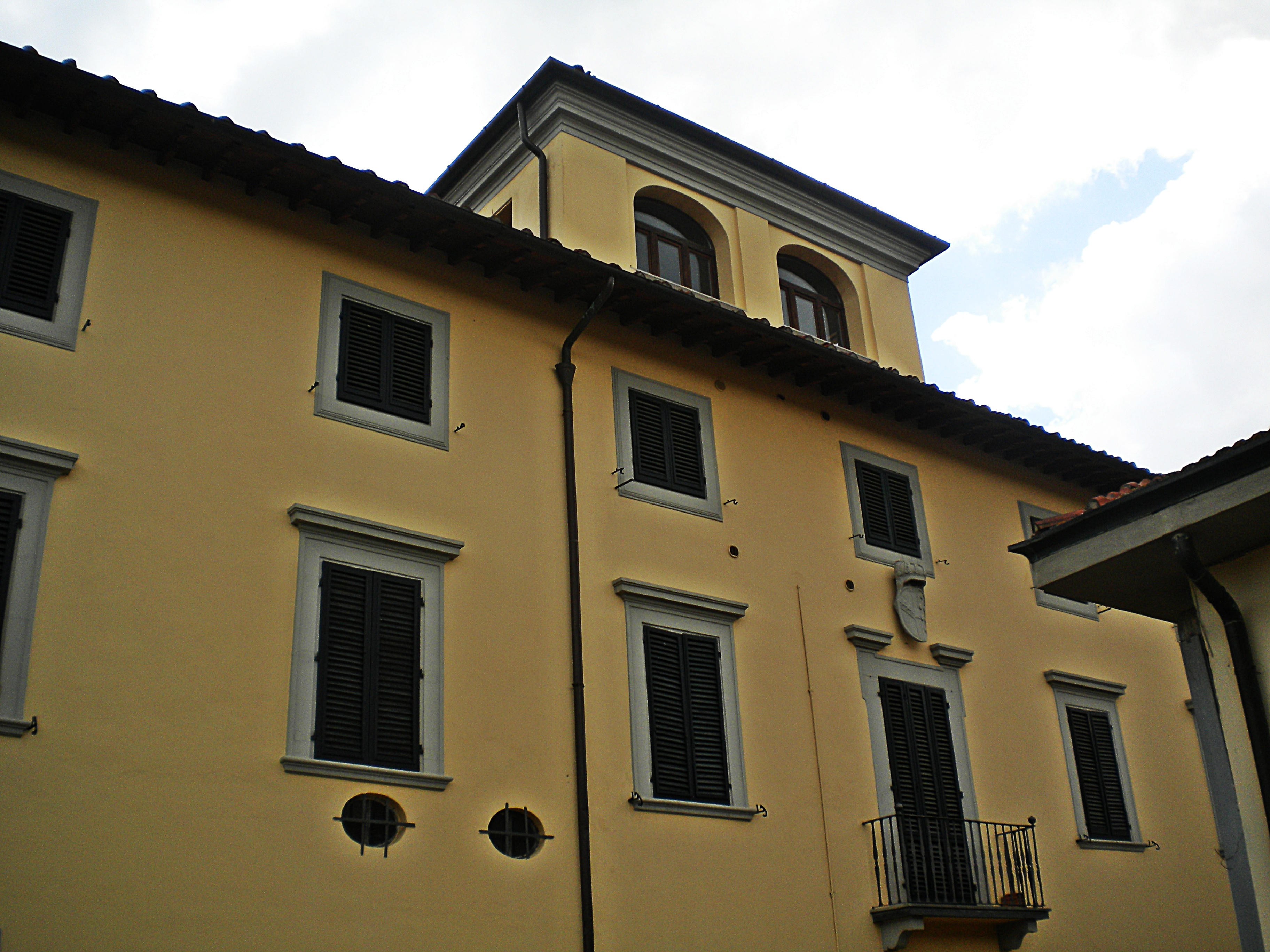
La cúria episcopal.

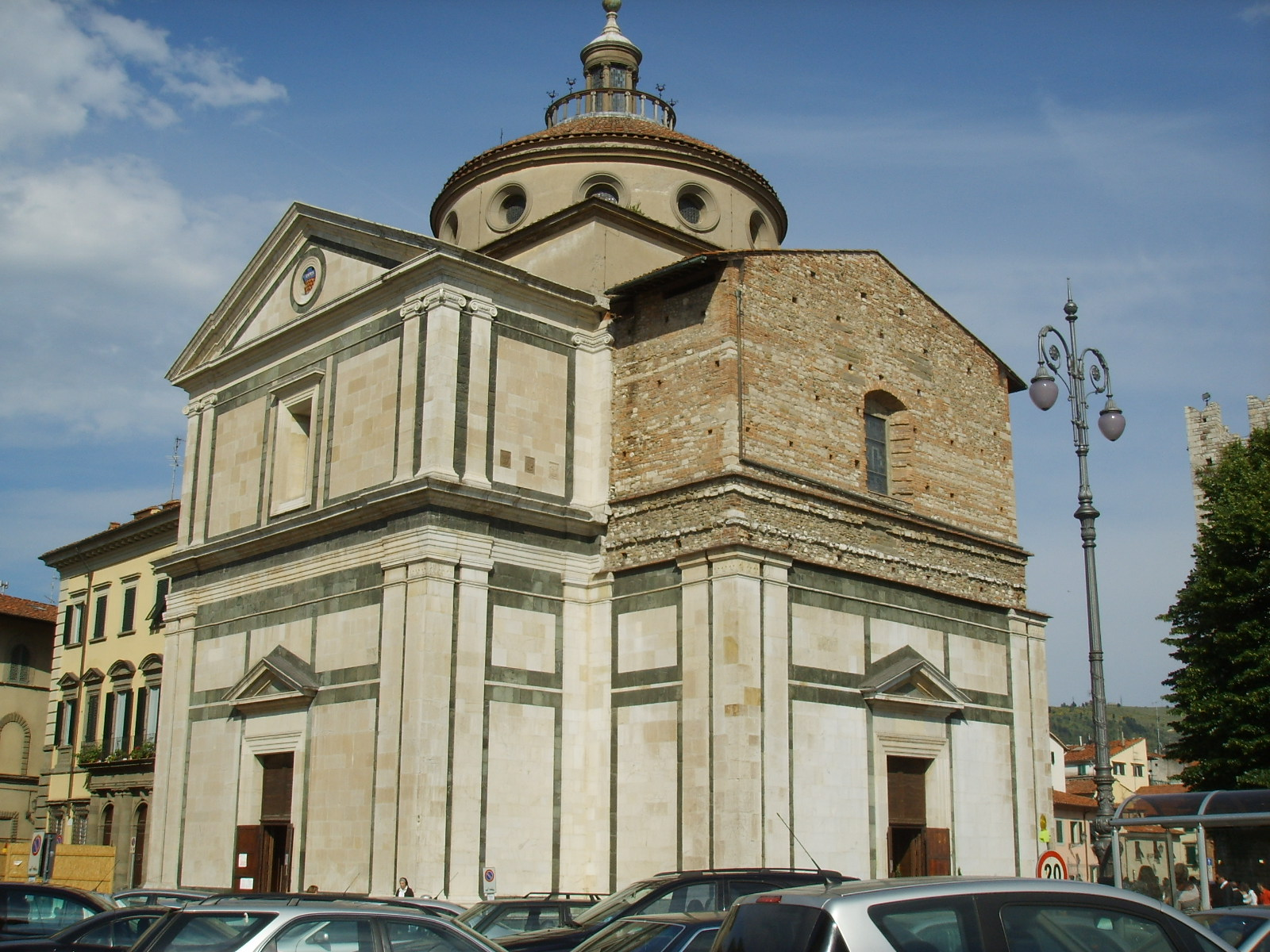
La basílica de Santa Maria delle Carceri.

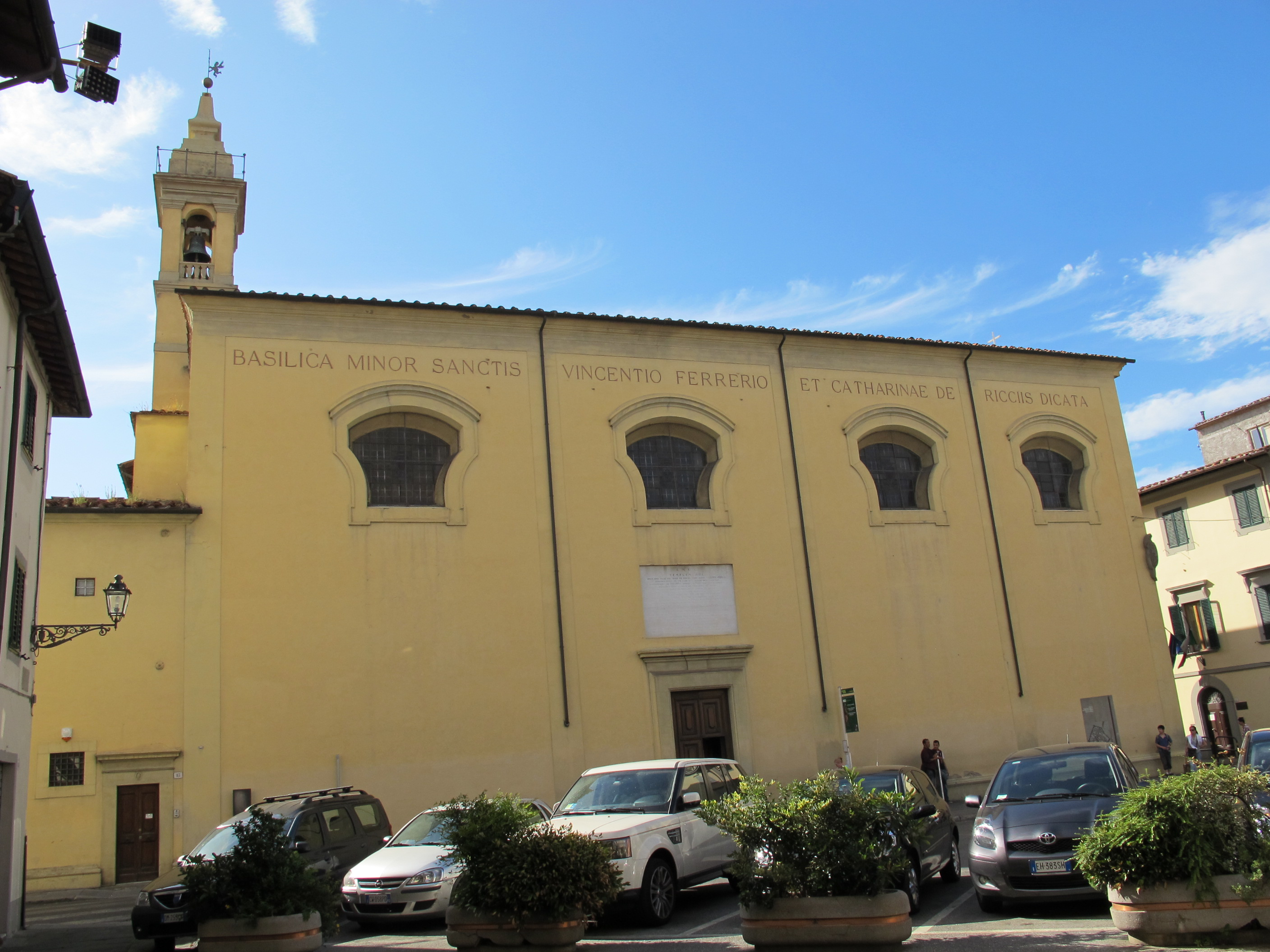
La basílica de Santi Vincenzo e Caterina de' Ricci.

La diòcesi comprèn 4 municipis de la província de Prato: Prato, Vaiano, Vernio i Cantagallo.
La seu episcopal és la ciutat de Prato, on es troba la catedral de Sant Esteve.
El territori s'estén sobre 287 km² i està dividit en 84 parròquies, que des del 29 de novembre de 2006 estan agrupades en 7 vicariats.
1. Prato centre
2. Prato est
3. Prato oest
4. Prato sud-est
5. Prato sud-oest
6. Prato nord
7. Val di Bisenzio

## Història
L'església de Santo Stefano di Prato està documenta per primera vegada al segle x, encara que probablement el seu origen és anterior. La seva importància i el desig d'autonomia de la jurisdicció del bisbe de Pistoia van créixer a mesura que el castrum de Prato es va transformar en una ciutat lliure fortificada. Durant els segles que van seguir van ser infinites les raons de discòrdia entre el prebost de Sant Esteve i dels bisbes de Pistoia.
A principis del segle xv, a petició del senyoriu de Florència, les negociacions van ser infructuoses per a l'erecció d'una diòcesi a Prato, amb el consentiment del Papa l'obediència pissana Alexandre V. Però la mort del papa va impedir la publicació de la butlla. No obstant això, el Papa Pius II, amb la butlla Etsi cunctae del 5 de setembre de 1463 va construir la Col·legiata de Sant Esteve en prebostat nullius dioecesis immediatament subjecta a la Santa Seu i, per tant, completament independent de la jurisdicció dels bisbes de Pistoia. A causa de nous conflictes amb Pistoia, l'exempció va ser confirmada pel Papa Pau III en 1543.
El prebostat nullius va ser donat in commendam a altes personalitats, especialment de la família Medici, entre els quals s'inclouen dos futurs Papes, Lleó X i Lleó XI, tres cardenals i un gran duc de Toscana.
La culminació del seu viatge a la independència, l'Església de Prato la va guanyar el 22 de setembre de 1653, quan la diòcesi va ser erigida amb la butlla Redemptoris nostri del Papa Innocenci X i, simultàniament, unida aeque principaliter al bisbat de Pistoia.
Originalment i fins al final del segle xix, la diòcesi incloïa les úniques tres parròquies que estaven dins de les muralles del segle xiv. Tot i l'estretor dels límits, el 1682 el bisbe Gherardo Gherardi va erigir el seminari de la diòcesi Prato, abans que s'establís a Pistoia, on els bisbes van tenir la seva residència habitual.
Al setembre de 1916, la diòcesi de Prato es va ampliar sota el decret Ex officio divinitus de la Congregació Consistorial, amb la incorporació de 28 parròquies de la diòcesi de Pistoia i 12 de l'arxidiòcesi de Florència.
Les dues diòcesis es van separar el 25 de gener de 1954 a conseqüència de la butlla Clerus populusque del Papa Pius XII.
A l'octubre de 1975, la diòcesi va ser ampliada, a través de la incorporació de les 12 parròquies dels municipis de Cantagallo i Vernio que havia pertangut a la diòcesi de Pistoia.

## Cronologia episcopal

### Prevostos de Prato
- Carlo di Cosimo de' Medici † (1463 - 29 de maig de 1492 mort)
- Giovanni di Lorenzo de' Medici † (26 de juny de 1492 - 1501 renuncià, posteriorment elegit papa amb el nom de Lleó X)
- Oddo Altoviti † (1501 - 12 de novembre de 1507 mort)
- Niccolò Ridolfi † (1507 - 31 de gener de 1550 mort)
- Pier Francesco Riccio † (1550 - 1564 mort)
- Ludovico Beccatelli † (de juliol de 1564 - 17 d'octubre de 1572 mort)
- Onofrio Camaiani † (1572 - 28 d'abril de 1574 mort)
- Ferran I de Mèdici † (1574 - 1587 renuncià)
- Alessandro de' Medici † (1588 - 1 d'abril de 1605 elegit papa amb el nom de Lleó XI)
- Filippo Salviati † (1605 - 12 d'agost de 1619 nomenat bisbe de Sansepolcro)
- Carlo de' Medici † (1619 - 1653 renuncià)

### Vescovi di Pistoia e Prato
- Giovanni Gerini † (22 de setembre de 1653 - 18 de maig de 1656 mort)
- Francesco Rinuccini † (28 d'agost de 1656 - 11 de març de 1678 mort)
- Gherardo Gherardi † (10 d'abril de 1679 - 16 de gener de 1690 mort)
- Leone Strozzi, O.S.B.Vall. † (10 de juliol de 1690 - 21 de juny de 1700 nomenat arquebisbe de Florència)
- Francesco Frosini † (24 de gener de 1701 - 2 d'octubre de 1702 nomenat arquebisbe de Pisa)
- Carlo Visdomini Cortigiani † (15 de gener de 1703 - 13 d'octubre de 1713 mort)
- Colombino Bassi, O.S.B.Vall. † (6 de maig de 1715 - 11 d'abril de 1732 mort)
- Federico Alamanni † (21 de juliol de 1732 - 30 de novembre de 1775 mort)
- Giuseppe Ippoliti † (15 d'abril de 1776 - 23 de març de 1780 mort)
- Scipione de' Ricci † (19 de juny de 1780 - 10 de juny de 1791 renuncià)
- Francesco Falchi Picchinesi † (19 de desembre de 1791 - 10 de febrer de 1803 mort)
- Francesco Toli † (28 de març de 1803 - 6 de juliol de 1833 mort)
- Angelo Maria Gilardoni † (23 de juny de 1834 - 24 de maig de 1835 mort)
  - Sede vacante (1835-1837)
- Giovan Battista Rossi † (2 d'octubre de 1837 - 16 de febrer de 1849 mort)
- Leone Niccolai, O.Cart. † (5 de novembre de 1849 - 13 de juliol de 1857 mort)
  - Sede vacante (1857-1867)
- Enrico Bindi † (27 de març de 1867 - 27 d'octubre de 1871 nomenat arquebisbe de Siena)
- Niccolò Sozzifanti † (27 d'octubre de 1871 - 1 de febrer de 1883 mort)
- Donato Velluti Zati di San Clemente † (15 de març de 1883 - 11 de març de 1885 renuncià i nomenat bisbe titular d'Oropo)
- Marcello Mazzanti † (27 de març de 1885 - 18 d'agost de 1908 mort)
- Andrea Sarti † (29 d'abril de 1909 - 7 de novembre de 1915 mort)
- Gabriele Vettori † (6 de desembre de 1915 - 6 de febrer de 1932 nomenat arquebisbe de Pisa)
- Giuseppe Debernardi † (13 de març de 1933 - 19 de setembre de 1953 mort)

### Bisbes de Prato
- Pietro Fiordelli † (7 de juliol de 1954 - 7 de desembre de 1991 jubilat)
- Gastone Simoni (7 de desembre de 1991 - 29 de setembre de 2012 jubilat)
- Franco Agostinelli, des del 29 de setembre de 2012

## Estadístiques
A finals del 2013, la diòcesi tenia 192.600 batejats sobre una població de 214.600 persones, equivalent 89,7% del total.
| any  | població | població | població | sacerdots | sacerdots       | sacerdots       | sacerdots             | diaques | religiosos | religiosos | parroquies |
| ---- | -------- | -------- | -------- | --------- | --------------- | --------------- | --------------------- | ------- | ---------- | ---------- | ---------- |
| any  | batejats | total    | %        | total     | clergat secular | clergat regular | batejats por sacerdot | diaques | homes      | dones      |            |
| 1970 | 152.700  | 153.000  | 99,8     | 122       | 83              | 39              | 1.251                 |         | 44         | 292        | 55         |
| 1980 | 178.000  | 179.000  | 99,4     | 140       | 98              | 42              | 1.271                 | 1       | 49         | 243        | 76         |
| 1990 | 189.000  | 190.000  | 99,5     | 140       | 100             | 40              | 1.350                 | 1       | 43         | 215        | 85         |
| 1999 | 184.900  | 191.700  | 96,5     | 136       | 95              | 41              | 1.359                 | 8       | 42         | 217        | 85         |
| 2000 | 185.400  | 192.100  | 96,5     | 129       | 95              | 34              | 1.437                 | 8       | 35         | 214        | 85         |
| 2001 | 185.300  | 192.200  | 96,4     | 128       | 93              | 35              | 1.447                 | 10      | 36         | 210        | 85         |
| 2002 | 185.500  | 192.500  | 96,4     | 140       | 103             | 37              | 1.325                 | 10      | 38         | 227        | 85         |
| 2003 | 185.500  | 192.500  | 96,4     | 143       | 106             | 37              | 1.297                 | 12      | 38         | 227        | 85         |
| 2004 | 186.320  | 193.120  | 96,5     | 145       | 110             | 35              | 1.284                 | 12      | 36         | 230        | 85         |
| 2013 | 192.600  | 214.600  | 89,7     | 144       | 110             | 34              | 1.337                 | 21      | 35         | 250        | 84         |